# 費加登 (加利福尼亞州)
費加登（英語：Figarden）是位於美國加利福尼亞州弗雷斯諾縣的一個非建制地區。該地的面積和人口皆未知。

## 地理
費加登的座標為36°49′22″N 119°51′45″W / 36.82278°N 119.86250°W，而該地的平均海拔高度為96米（即315英尺）。